# McCain Foods
La McCain Foods Limited è una multinazionale canadese di alimenti surgelati fondata nel 1957 a Florenceville, nel Nuovo Brunswick. La McCain Foods è la maggiore produttrice mondiale di prodotti congelati a base di patate.

## Storia
La McCain Foods venne inaugurata nel 1957 da Harrison e Wallace McCain con l'aiuto dei loro due fratelli maggiori.
Nel loro primo anno di produzione, l'azienda assunse 30 dipendenti e incassò oltre 150.000 dollari. Fra gli anni settanta e novanta, l'azienda estese il suo mercato in altri settori della surgelazione all'infuori di quello delle patatine, lanciando delle linee di pizze e verdure.
Secondo una stima fatta nel 2014 dal Globe and Mail, la McCain Foods sarebbe la diciannovesima più grande società privata del Canada.
A partire dal 2017, l'azienda è il più grande produttore mondiale di surgelati contenenti le patate. Oggi conta oltre 20.000 dipendenti e 47 impianti di produzione in sei continenti. L'azienda ottiene introiti di oltre 8,5 miliardi di dollari canadesi all'anno.
Nel 2020, la McCain Foods vinse il premio Lausanne Index - Best of Packaging.